# Cobble Hill
Cobble Hill és una petita comunitat en l'illa de Vancouver, Columbia Britànica, Canadà. Es troba a uns 45 quilòmetres (28 milles) al nord de Victoria en el Districte Regional de la Vall Cowichan, és coneguda pel seu entorn agrícola i per la muntanya Cobble, que li va donar el seu nom al poble. Segons el cens de 2006, té 1 775 habitants. La ciutat compta amb nombroses senderes i rutes que cobreixen els pujols i els boscos de la zona, que també és coneguda per les oportunitats que brinda per al ciclisme de muntanya. Más recentment, l'àrea es va tornar famosa pels seus vinyers, que han guanyat premis pels vins que produeixen. En aquesta localitat es van filmar algunes parts de la versió de 1994 de la pel·lícula Donetes, basada en la novel·la del mateix nom de Louisa May Alcott.